# 聚丰园
聚丰园，是位于中国江苏无锡市的一家老字号饭店，始创于1867年（清同治6年），至今已有140余年的悠久历史，也是无锡“太湖船菜”的发祥地。

## 简介
無錫聚豐園创建于清同治六年（1867年）11月。由当时盐公栈的厨师王荣初、华仲兴、胡绍奎3人合资兴办，店址初位於无锡北门外城脚，前臨街市、背靠護城河。王、华、胡三人利用背靠河浜的便利，用大竹篓养鲜鱼活虾于店后河内，客来可现宰现烧，尽如人意，成了当时食者请客会友之所。特别是春秋两季，前往惠山、太湖的游览观光客絡繹不絕，由於聚豐園旁的河浜可通運河，於是常在店内点菜后，从店內登船，厨师随船烹煮，晚上归来，又歇於店中就餐，極盡優雅。民国初年，掌厨姚寿根、姚荣根，手藝高超，备受顾客青睐，被人们称为“两姚师傅”，聚丰园的名声也随之更响。
抗战期间，百业凋敝，聚丰园亦惨淡经营，抗战胜利后，万象更新，无锡餐饮界亦活力重现，短短几年内，城中开出了宴宾楼、万利酒楼、美华楼、迎春园、中国饭店、太湖厅等近十家大型饭店，可谓名店林立，而聚丰园凭借兼容并蓄的本帮菜菜肴特色，仍然稳居无锡各飯店之首。
1956年，聚丰园公私合营化。1965年迁中山路胜利门口曾一度时间改名为新风饭店。1995年，更名为聚丰园大酒店，并在原地重建十五层大楼。2011年，聚丰园荣获商务部认定的第二批“中华老字号”。2013年初，由于聚丰园的所有权和经营权长期分离，以致被业主产业集团以“不确定租赁期为由”起诉，最终聚丰园搬出胜利门聚丰园大楼，目前在原上马墩分店继续营业。

## 知名菜品
该店特色名菜有清炒大玉、炒蟹黄油、奶油鲫鱼、活炝虾、腐乳汁肉等。

## 逸事
- 民國時，无锡有一首《無錫景》調的俚曲，其中唱道：“小小无锡城呀，盘古到如今，东西南北共有四城门，北门城脚下呀，有爿聚丰园，酒水搭船菜，大江南北有名气呀!！活炝爪虾只只满台飞呀！腐乳汁肉，炒呀炒蟹胱油呀！吃得那个客人呀，个个都称心呀!”可见当时聚丰园名声甚籍。[4]

- 過去聚豐園有一特色，稱爲“三活三現”，乃是指當時的飯店，食客来吃饭必须穿过厨房、走过天井才能到达大堂。如此，食物的制作过程可被看得一清二楚。而聚丰园老店大堂后临河码头，沿河用竹簍養着新鮮的鱼虾蟹，食客可現點，然后由天井里专门负责挤虾仁、剥蟹粉的渔家女现宰、现挤、现剥。这便是“三活三现”。[2]